# كريستين كوزلوف
كريستين كوزلوف (بالإنجليزية: Christine Kozlov)‏ هي فنانة أمريكية، ولدت في 1945 في نيويورك في الولايات المتحدة، وتوفيت في 2005 في لندن في المملكة المتحدة.